# Canoa/kayak ai Giochi della XXXI Olimpiade
Il programma delle gare di canoa/kayak ai Giochi della XXXI Olimpiade fu composto da competizioni di canoa slalom e di velocità: le prime si svolsero dal 7 all'11 agosto 2016 presso l'Estádio de Canoagem Slalom, mentre le seconde dal 15 al 20 agosto alla laguna Rodrigo de Freitas. Complessivamente furono messi in palio 16 titoli: 4 nello slalom e 12 nella velocità; 5  femminili e 11 maschili.

## Calendario
| In acque libere | Uomini |  |  |    |    |    |  |  |  |  |  | K1 1000 m C1 1000 m | K2 200 m K2 1000 m C1 200 m |  | K1 200 m K4 1000 m C2 1000m | 8  |
| In acque libere | Donne  |  |  |    |    |    |  |  |  |  |  | K1 1000 m K2 500 m  | K1 500 m                    |  | K4 500 m                    | 4  |
| Slalom          | Uomini |  |  | C1 | K1 | C2 |  |  |  |  |  |                     |                             |  |                             | 3  |
| Slalom          | Donne  |  |  |    |    | K1 |  |  |  |  |  |                     |                             |  |                             | 1  |
| Totale          | Totale |  |  | 1  | 1  | 2  |  |  |  |  |  | 4                   | 4                           |  | 4                           | 16 |

|  | Qualificazioni |  | Finali |

## Podi

### Uomini
| Evento                 | Oro                                                         | Perform. | Argento                                                  | Perform. | Bronzo                                                      | Perform. |
| Velocità               |                                                             |          |                                                          |          |                                                             |          |
| C1 - 200 m (dettagli)  | Jurij Čeban                                                 | 39"279   | Valentin Demyanenko                                      | 39"493   | Isaquias Queiroz                                            | 39"628   |
| C1 - 1000 m (dettagli) | Sebastian Brendel                                           | 3'56"926 | Isaquias Queiroz                                         | 3'58"529 | Serghei Tarnovschi                                          | 4'00"852 |
| C2 - 1000 m (dettagli) | Germania Sebastian Brendel Jan Vandrey                      | 3'43"91  | Brasile Isaquias Queiroz Erlon Silva                     | 3'44"81  | Ucraina Taras Miščuk Dmytro Jančuk                          | 3'45"94  |
| K1 - 200 m (dettagli)  | Liam Heath                                                  | 35"19    | Maxime Beaumont                                          | 35"36    | Ronald Rauhe Saúl Craviotto                                 | 35"66    |
| K1 - 1000 m (dettagli) | Marcus Walz                                                 | 3'31"447 | Josef Dostál                                             | 3'32"145 | Roman Anoškin                                               | 3'33"363 |
| K2 - 200 m (dettagli)  | Spagna Saúl Craviotto Cristian Toro                         | 32"075   | Gran Bretagna Liam Heath Jon Schofield                   | 32"368   | Lituania Aurimas Lankas Edvinas Ramanauskas                 | 32"382   |
| K2 - 1000 m (dettagli) | Germania Max Rendschmidt Marcus Groß                        | 3'10"781 | Serbia Marko Tomićević Milenko Zorić                     | 3'10"969 | Australia Ken Wallace Lachlan Tame                          | 3'12"593 |
| K4 - 1000 m (dettagli) | Germania Max Hoff Tom Liebscher Marcus Groß Max Rendschmidt | 3'02"14  | Slovacchia Erik Vlček Juraj Tarr Denis Myšák Tibor Linka | 3'05"04  | Rep. Ceca Josef Dostál Daniel Havel Jan Štěrba Lukáš Trefil | 3'05"17  |
| Slalom                 |                                                             |          |                                                          |          |                                                             |          |
| C1 (dettagli)          | Denis Gargaud Chanut                                        | 94"17    | Matej Beňuš                                              | 95"02    | Takuya Haneda                                               | 97"44    |
| C2 (dettagli)          | Slovacchia Ladislav Škantár Peter Škantár                   | 101"58   | Gran Bretagna David Florence Richard Hounslow            | 102"01   | Francia Gauthier Klauss Matthieu Péché                      | 103"24   |
| K1 (dettagli)          | Joseph Clarke                                               | 88"53    | Peter Kauzer                                             | 88"70    | Jiří Prskavec                                               | 88"99    |

### Donne
| Evento                | Oro                                                                       | Perform. | Argento                                                                 | Perform. | Bronzo                                                                             | Perform. |
| Velocità              |                                                                           |          |                                                                         |          |                                                                                    |          |
| K1 - 200 m (dettagli) | Lisa Carrington                                                           | 39"864   | Marta Walczykiewicz                                                     | 40"279   | Inna Osypenko                                                                      | 40"401   |
| K1 - 500 m (dettagli) | Danuta Kozák                                                              | 1'52"494 | Emma Jørgensen                                                          | 1'54"326 | Lisa Carrington                                                                    | 1'54"372 |
| K2 - 500 m (dettagli) | Ungheria Gabriella Szabó Danuta Kozák                                     | 1'43"687 | Germania Franziska Weber Tina Dietze                                    | 1'43"738 | Polonia Karolina Naja Beata Mikołajczyk                                            | 1'45"207 |
| K4 - 500 m (dettagli) | Ungheria Gabriella Szabó Danuta Kozák Krisztina Fazekas Zur Tamara Csipes | 1'31"48  | Germania Franziska Weber Sabrina Hering Tina Dietze Steffi Kriegerstein | 1'32"38  | Bielorussia Maryna Litvinchuk Marharyta Makhneva Volha Khudzenka Nadzeya Liapeshka | 1'33"90  |
| Slalom                |                                                                           |          |                                                                         |          |                                                                                    |          |
| K1 (dettagli)         | Maialen Chourraut                                                         | 98"65    | Luuka Jones                                                             | 101"82   | Jessica Fox                                                                        | 102"49   |

## Medagliere
| Posizione | Paese         | Oro | Argento | Bronzo | Totale |
| --------- | ------------- | --- | ------- | ------ | ------ |
| 1         | Germania      | 4   | 2       | 1      | 7      |
| 2         | Spagna        | 3   | 0       | 1      | 4      |
| 3         | Ungheria      | 3   | 0       | 0      | 3      |
| 4         | Regno Unito   | 2   | 2       | 0      | 4      |
| 5         | Slovacchia    | 1   | 2       | 0      | 3      |
| 6         | Francia       | 1   | 1       | 1      | 3      |
| 6         | Colombia      | 1   | 1       | 1      | 3      |
| 8         | Ucraina       | 1   | 0       | 1      | 2      |
| 9         | Brasile       | 0   | 2       | 1      | 3      |
| 10        | Rep. Ceca     | 0   | 1       | 2      | 3      |
| 11        | Azerbaigian   | 0   | 1       | 1      | 2      |
| 11        | Polonia       | 0   | 1       | 1      | 2      |
| 13        | Danimarca     | 0   | 1       | 0      | 1      |
| 13        | Serbia        | 0   | 1       | 0      | 1      |
| 13        | Slovenia      | 0   | 1       | 0      | 1      |
| 16        | Australia     | 0   | 0       | 2      | 2      |
| 16        | Russia        | 0   | 0       | 2      | 2      |
| 16        | Corea del Sud | 0   | 0       | 1      | 1      |
| 18        | Bielorussia   | 0   | 0       | 1      | 1      |
| 18        | Giappone      | 0   | 0       | 1      | 1      |
| 18        | Lituania      | 0   | 0       | 1      | 1      |
| Totale    | Totale        | 16  | 16      | 17     | 49     |